# پیوه فوسچیانا
پیوه فوسچیانا (به ایتالیایی: Pieve Fosciana) یک کومونه در ایتالیا است که در استان لوکا واقع شده‌است. پیوه فوسچیانا ۲۸٫۸ کیلومتر مربع مساحت و ۲٬۴۵۰ نفر جمعیت دارد و ۳۶۹ متر بالاتر از سطح دریا واقع شده‌است.